# Miniopterus fuscus
Miniopterus fuscus — вид ссавців родини довгокрилових.

## Проживання, поведінка
Країна поширення: Японія. Лаштує сідала в печерах і шахтах, колоніями, що налічують більше кількох сотень кажанів. Харчується над лісами.

## Загрози та охорона
Є загрози для місць спочинку від людей. Гніздові колонії не знаходяться в охоронних територіях.